# Ambrosía

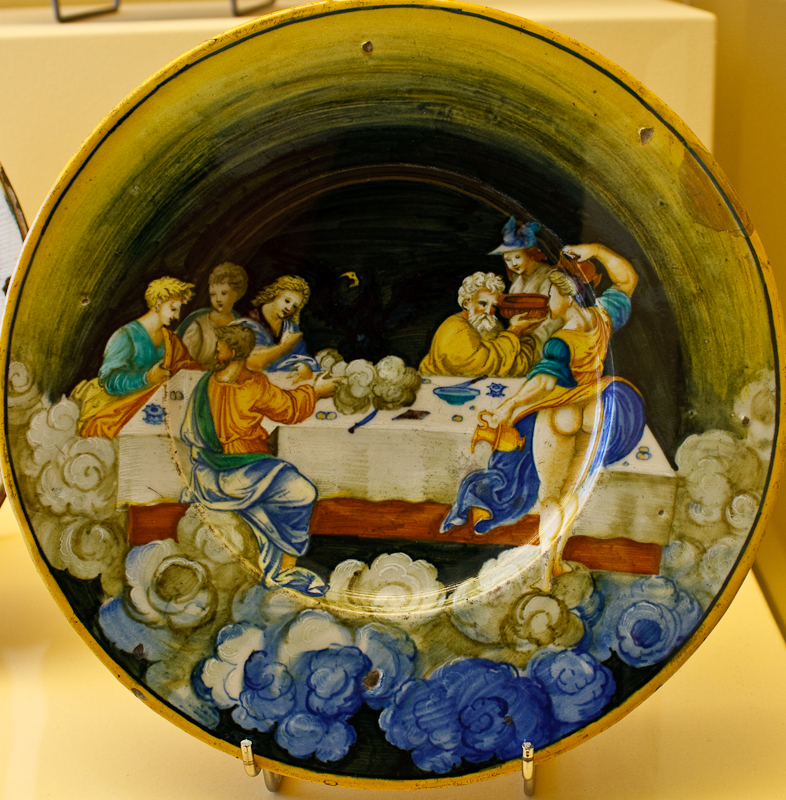
La comida de los dioses en el Olimpo. Pintura decorativa de un plato, atribuida a Nicola da Urbino (ca. [tel:1480 – 1540/1547 1480 – 1540/1547]). Obra de 1530.

En la mitología griega, la ambrosía (en griego, ἀμβροσία) es una sustancia asociada a los dioses, considerada generalmente la comida o bebida de estos. La palabra deriva del griego ἀμ- (an-, ‘no’) y βροτός (brotόs, ‘mortal’) y significa, literalmente, «inmortalidad».

## Interpretaciones
El investigador clásico británico Arthur Woollgar Verrall negó que hubiera algún ejemplo claro en el que la palabra ambrosios significara necesariamente ‘inmortal’, y prefirió interpretarla como ‘fragante’, un sentido que a su juicio resulta más adecuado.[cita requerida] De ser así, la palabra podría proceder del semítico MBR (‘ámbar’, compárese con ‘ámbar gris’), al que las naciones orientales atribuían propiedades milagrosas.[cita requerida]
W. H. Roscher cree que tanto el néctar como la ambrosía eran tipos de miel, y que su poder de conferir la inmortalidad se debería a las supuestas propiedades curativas y limpiadoras de la miel, ya que la miel fermentada (hidromiel) precedió al vino como enteógeno en el mundo egeo. Sin embargo, Onians señala que la miel tiene su propio nombre en griego y no se consideraba una sustancia sagrada, sino común, a la libre disposición de los hombres. Tras estudiar los pasajes homéricos que mencionan la ambrosía, Onians concluye que esta es una contrapartida divina del aceite o grasa que utilizan los seres humanos, y que los dioses la utilizaban para múltiples usos: comerla (Od. 5. 93ss. y 199), lavarse con ella (Il. 14. 170), ungir el cuerpo (Il. 16. 669ss., 679ss.), imbuirla en las narices de un cadáver para que este no se pudra (Il. 19. 26, 38ss.) e introducirla junto con néctar en el pecho de Aquiles para que este no sufra los efectos del ayuno (Il. 19. 347 ss.). En el Himno homérico a Apolo (versos 123ss.), la ambrosía, aunque líquida, se come, y en el Himno a Deméter la diosa unge al niño Demofonte con ambrosía y de este modo lo alimenta (versos 235ss.).
También para A. Ballabriga (1997: 124) la ambrosía es el equivalente divino del aceite, como (a juicio de Onians y Ballabriga) el néctar lo es del vino, siendo ambos sustancias líquidas.
Según Píndaro, una de las impiedades de Tántalo fue ofrecer a sus invitados la ambrosía de los inmortales, un robo parecido al que cometió Prometeo, como señaló Karl Kerenyi (en Héroes de los griegos). Circe mencionó a Odiseo que una bandada de palomas llevaba la ambrosía al Olimpo.[cita requerida]
Por derivación, se llamó Ambrosia (plural neutro) a ciertos festivales que se celebraban en honor de Dioniso, probablemente por la predominancia de los banquetes relacionados con ellas.[cita requerida] La ninfa Ambrosia era la madre adoptiva del dios Dioniso.
La ambrosía está relacionada con la amrita hindú, una bebida que confería la inmortalidad a los dioses.[cita requerida]